# Esplai (Santa Maria de Palautordera)
L'Esplai és una obra noucentista de Santa Maria de Palautordera (Vallès Oriental) protegida com a Bé Cultural d'Interès Local.

## Descripció
Es tracta d'un edifici aïllat de planta rectangular i coberta a dues vessants sobre encavallades i bigues de fusta. Els murs i els pilars són fets de maó i estan pintats de blanc. La façana principal té les obertures d'arc de mig punt, un portal flanquejat per dues finestres i al damunt hi ha un buit tripartit d'arc de mig punt, un portal flanquejat per dues finestres i al damunt hi ha un buit tripartit també d'arc de mig punt. El central és més alt. A la façana lateral nord hi ha dos portals més que donaven accés a l'antiga biblioteca i guarderia municipal.
Els elements formals són representatius del llenguatge noucentista.
Edifici inclòs al Pla parcial del 1981.

## Història
Aquest edifici està situat darrere l'Ajuntament, davant de les antigues escoles. Tots aquests edificis són representatius de l'arquitectura del primer terç del segle xx.
L'any 1923 era el Cercle Autonomista, el 1932 era el Cercle Autonomista Republicà i, després de la Guerra Civil, l'any 1939, era el Cafè España. A partir de 1977 "La Caixa" se'n va fer càrrec i va restaurar l'edifici per acollir la casa de cultura i l'esplai.